# Geórgios Karátzios
Geórgios Karátzios (grec moderne : Γεώργιος Καράτζιος ; né le 7 novembre 1990 à Trikala) est un coureur cycliste grec.

## Palmarès sur route

### Par années
- 2007
  -  Médaillé de bronze au championnat des Balkans sur route juniors
- 2008
  -  Champion de Grèce du contre-la-montre par équipes juniors
  - 3e du championnat de Grèce sur route juniors
  - 3e du championnat de Grèce du contre-la-montre juniors
- 2010
  - 3e du Tour of Lakonia Region
- 2011
  - 3e du Mémorial de la Bataille de Crète
- 2013
  - 3e étape du Tour de Tipaza
  - 1re étape du Tour de Mýkonos
  - 1re étape des Deux Jours de Thessalonique

### Classements mondiaux
| Année           | 2010 | 2011 | 2012 | 2013 | 2014 |
| --------------- | ---- | ---- | ---- | ---- | ---- |
| UCI Africa Tour |      |      |      | 141e |      |
| UCI Asia Tour   |      |      |      | 315e |      |
| UCI Europe Tour | 992e | 716e |      | 861e | 810e |

## Palmarès sur piste

### Championnats des Balkans
- Athènes 2013
  -  Médaillé d'argent de la poursuite par équipes

### Championnats nationaux
- 2008
  -  Champion de Grèce de course aux points juniors
  - 2e du championnat de Grèce de l'omnium juniors
  - 3e du championnat de Grèce de poursuite juniors
- 2012
  -  Champion de Grèce de poursuite par équipes (avec Neófytos Sakellarídis-Mángouras, Dimítris Polydorópoulos et Panagiótis Chatzákis)
- 2014
  -  Champion de Grèce de poursuite par équipes (avec Neófytos Sakellarídis-Mángouras, Panagiótis Karavinákis et Panagiótis Sifákis)
  - 2e du championnat de Grèce du scratch